# Грейси Глэм
Гре́йси Глэм (англ. Gracie Glam), настоящее имя — Ке́лли Би́кман (англ. Kelly Beekman) — американская эротическая модель и порноактриса. Обладательница AVN Awards 2011 года в номинации Лучшая новая старлетка.

## Биография
Келли родилась 30 сентября 1990 года в Роли, штат Северная Каролина. За время обучения она сменила 14 различных школ в Атланте, Орландо и Сарасоте (Флорида).
В феврале 2009 года по заданию в колледже сделать рекламный проект, Келли снялась обнажённой для Score Magazine. После были несколько сольных видео для студии Reality Kings.
В июне 2009 года Бикман переехала в Лос-Анджелес (Калифорния), где поступила в институт моды и дизайна FIDM (Fashion Institute of Design & Merchandising). В Лос-Анджелесе Келли (уже появился псевдоним Грейси Глэм) подписала контракт с агентством LA Direct Models. Из-за возросшей рабочей нагрузки, Грейси пришлось на некоторое время отложить учёбу.
В 2010 году Глэм номинировалась на XRCO Award, как новая старлетка (New Starlet), а в июне появилась на обложке журнала «Adult Video News».
По данным на 2018 год, Глэм снялась в 434 порнофильмах и ещё один фильм срежиссировала.

## Премии и номинации
| Год  | Награда    | Категория                                 | Фильм                                                                      | Результат |
| ---- | ---------- | ----------------------------------------- | -------------------------------------------------------------------------- | --------- |
| 2011 | AVN Award  | Лучшая новая старлетка                    | N/A                                                                        | Победа    |
| 2011 | AVN Award  | Лучшая сцена группового секса             | Buttwoman vs. Slutwoman с Алексис Тексас, Кристиной Роуз и Майклом Стефано | Победа    |
| 2013 | XBIZ Award | Исполнительница года                      |                                                                            | Номинация |
| 2014 | AVN Award  | Лучшая сцена группового лесбийского секса | Meow! 3 с Мией Малковой и Рейвен Рокетт                                    | Победа    |
| 2018 | XBIZ Award | Лучшая сцена секса — релиз для пар        | It’s Complicated с Райаном Дриллером                                       | Победа    |